# Friendship Bay
Friendship Bay ist eine Bucht auf der Westindischen Insel Bequia, die zum Inselstaat St. Vincent und die Grenadinen in der Karibik gehört.

## Geographie
Die Bucht liegt am Südostende der Insel zwischen Bluff Point und Saint Hilaire Point. Sie erstreckt sich trichterförmig ins Landesinnere. Im Westen grenzt die La Pompe Bay direkt an. Sie wird von Riffen und der Insel Samples Cay von der Friendship Bay getrennt. Etwas weiter vor der Küste im Süden liegt die Insel Saint Elairs Cay.
Vom gleichnamigen Ort Friendship am Nordufer der Bucht bis zur Admiralty Bay an der Westküste der Insel ist es kaum 1 km, eine Schmalstelle der Insel.